# والتر لومان
والتر لومان (بالألمانية: Walter Lohmann)‏ كان دراج ألماني سابق في صنف سباق الدراجات على الطريق وعلى المضمار. سبق أن شارك في دورة الألعاب الأولمبية الصيفية وفاز بميدالية أولمبية. حقق أيضا ميدالية في دورة ألعاب الكومنولث.

## سجل النتائج

### سباقات أو مراحل فاز بها
- طواف فرنسا
- طواف إسبانيا
- طواف سويسرا
- طواف إيطاليا

## الميداليات
| الميدالية | المسابقة                                   |
| --------- | ------------------------------------------ |
| ذهبية     | بطولة العالم للدراجات على المضمار 2011     |
| فضية      | دراجة هوائية في دورة الألعاب الآسيوية 2010 |

## روابط خارجية
- والتر لومان على موقع أرشيف الدراجات (الإنجليزية)